# Jennifer Boylan
Jennifer Finney Boylan (Valley Forge, 22 de junho de 1958) é uma ativista transgênero norte-americana, escritora e professora do Barnard College.

## Anos iniciais e educação
Nasceu em 1958 em Valley Forge, Pennsylvania, e cresceu em Newtown Square e Devon, também na Pennsylvania.
Jennifer estudou na Wesleyan University, em Connecticut, onde obteve seu bacharelado em Inglês em 1980. Estudou na Universidade Johns Hopkins, concluindo seu mestrado em fine arts em 1986. Logo após, se tornou professora de Inglês da Colby College, Maine, onde atua desde 1988. Entre os anos de 2007 e 2008, teve um ano sabático, durante o qual planejou visitar o Bard College, a University of Vermont, e a University of Connecticut.
Em 2001, recebeu um mestrado honorário pela Colby College.

## Vida pública
A autobiografia de Boylan, intitulada She's Not There – a life in two genders, publicada pela Doubleday em 2003, foi o primeiro best seller de uma mulher transexual americana. Jenny, como é popularmente conhecida, tem sido uma presença frequente em vários programas de televisão e rádio, incluindo três visitas ao Oprah Winfrey Show. Também apareceu no Larry King Live, The Today Show e foi foco do documentário da CBS 48 Horas.
Contribui para a revista americana Conde Nast Traveler e também com frequência para a GQ, People, Allure, e Glamour. Sua coluna, There From Here aparece aos domingos nos jornais da região central do Maine.
Em 2013, se tornou a primeira mulher transgênero a participar do conselho da GLAAD (anteriormente conhecida como The Gay and Lesbian Alliance Against Defamation), uma organização não-governamental estadunidense que foca na maneira que a mídia representa pessoas LGBT. Ficou sete anos neste cargo.
Foi membro do conselho do Kinsey Institute for Research on Sex, Gender, and Reproduction.
Participou como consultora na série de ficção Transparent, de 2014, e na série documental I Am Cait, lançada em 2015, que trata da transição de gênero de Caitlyn Jenner.
Na ocasião dos 50 anos da Rebelião de Stonewall, uma manifestação pelos direitos LGBT ocorrida em 1969 nos EUA, Jennifer foi chamada pelo jornal The New York Times para compartilhar sua trajetória como pessoa trans.

## Vida pessoal
Boylan é lésbica e casou-se com a esposa, Deirdre, antes de sua transição de gênero, que anunciou aos 40 anos de idade. O casal tem duas crianças, que são filhos biológicos de Boylan e da sua esposa, uma delas sendo uma menina trans.

## Livros publicados
- Remind Me to Murder You Later (1988) ISBN 0-8018-3728-6
- The Planets (April 15, 1991) ISBN 978-0671727154
- The Constellations: A Novel (November 8, 1994) ISBN 978-0679430216
- Getting In (September 1, 1998) ISBN 978-0446674171
- She's Not There: A Life in Two Genders (July 29, 2003) ISBN 978-0767914048
- I'm Looking Through You: Growing Up Haunted: A Memoir (January 15, 2008) ISBN 978-0767921749
- Falcon Quinn and the Black Mirror (May 11, 2010) ISBN 978-0061728327
- Falcon Quinn and the Crimson Vapor (May 10, 2011) ISBN 978-0061728358
- Stuck in the Middle with You: A Memoir of Parenting in Three Genders (April 30, 2013) ISBN 978-0767921763
- Trans Bodies, Trans Selves: A Resource for the Transgender Community (June 10, 2014) ISBN 978-0199325351
- You Are You (May 12, 2015) ISBN 978-3868285406
- Falcon Quinn and the Bullies of Greenblud (September 16, 2016)
- Long Black Veil (April 11, 2017) ISBN 978-0451496324
- Good Boy: My Life in Seven Dogs (April 21, 2020) ISBN 978-1250261861
- Mad Honey with Jodi Picoult (2022) ISBN 978-0735276932

### Antologias
- Sexual Metamorphosis: An Anthology of Transsexual Memoirs (April 12, 2005) ISBN 978-1400030149
- The Book of Dads: Essays on the Joys, Perils, and Humiliations of Fatherhood (May 12, 2009) ISBN 978-0061711558
- Love Is a Four-Letter Word: True Stories of Breakups, Bad Relationships, and Broken Hearts (July 28, 2009) ISBN 978-0452295506
- How Beautiful the Ordinary (October 6, 2009) ISBN 978-0061154980
- It Gets Better (March 22, 2011) ISBN 978-0525952336
- Truth & Dare: 20 Tales of Heartbreak and Happiness (April 26, 2011) ISBN 978-0762441044

## Prêmios e distinções
Jennifer recebeu diversas premiações, seja especificamente por seus livros ou por sua atuação em geral.
Em 1987, se tornou fellow em Literatura do Pennsylvania State Council on the Arts. Em 1999, recebeu o Alex Award da American Library Association.
Seu livro She's Not There recebeu o Lambda Literary Association Prize em 2004, e foi selecionado pelo Book of the Month Club em 2003.
Em 2009, recebeu o Stonewall Legacy Award, concedido pela Universidade de Massachusetts Amherst. Em 2012, recebeu o Maryann Hartmann Award, concedido pela Universidade do Maine para mulheres do estado de Maine, nos Estados Unidos, que se destaquem nas artes, política, negócios, educação e serviço comunitário.
Em 2020, a revista Queerty a nomeou uma das 50 heroínas "liderando a nação para a equidade, aceitação e dignidade para todas as pessoas".
Seu texto “Keeping Trans Kids From Medicine Doesn’t Make Them Disappear” (The New York Times, 2021) foi nomeado para o 33rd Annual GLAAD Media Awards na categoria Outstanding Print Article.